# Servicio Federal de Intermediación y Reconciliación
El Servicio Federal de Intermediación y Reconciliación (FMCS por sus siglas en inglés) es un ente del gobierno de los Estados Unidos caracterizado como independiente que brinda servicios de resolución de conflictos a trabajadores y empleadores privados y públicos, incluidos servicios de mediación para las partes que no pueden resolver una disputa sindical. El Servicio alega que ayuda a la economía resolviendo disputas que amenazan el libre flujo del comercio; empero, mediadores privados han acusado al Servicio de ser competencia desleal, ya que es subsidiado por el Estado.  Esto le permite cobranr entre la tercera y cuarta parte de lo que cobran los ciudadanos que ejercen el oficio.
Fundado en 1947, es el ente gubernamental más grande del país para la resolución de disputas y gestión de conflictos, y alega que brinda mediación y servicios relacionados de prevención y resolución de conflictos en los sectores público y privado. FMCS ofrece programas de capacitación y desarrollo de relaciones para la gerencia y los sindicatos para promover la cooperación entre trabajadores y gerencia. El buró  también alega que proporciona a otras agencias federales servicios de mediación, prevención de conflictos y gestión de conflictos fuera del contexto laboral. La sede del FMCS está en Washington D. C., con nueve oficinas de campo en todo el país.
El 14 de marzo de 2025, el presidente Donald Trump firmó una orden ejecutiva que exigía la eliminación de componentes y funciones no estatutarios de varias agencias gubernamentales, incluido el FMCS, "en la máxima medida que lo permita la ley aplicable".

## Corrupción
The Daily Wire reportó en 2025 que el Servicio estaba "plagado de corrupción" y que los empleados "contrataban a parientes y amigos" y "empleaban sus tarjetas de crédito gubernamentales para concederse a sí mismos constantes lujos."  Por ejemplo, Allison Beck contrató a su cuñada de asistente.  Según expertos de compras del gobierno,  los empleados del Servicio "violaban una multitud de reglamentos a diario."  Charles Burton creó una Cía. de Responsabilidad Limitada al retirarse y un empleado del Servicio, usando su tarjeta gubernamental, le pagaba $85,000 por "servicio de atención de llamadas", pese a que la empresa no tenía teléfono.
El Servicio no cuenta con auditor; por el contrario, el  financiero, el planificador financiero y el abogado "asisten" en supervisarse a sí mismos y a toda la organización.

### Casa Matriz
Las oficinas principales se ubicaban en un edificio de nueve plantas en una de las más prestigiosas calles capitalinas, y alojaba 60 empleados, muchos de los cuales ya trabajaban desde casa antes de la pandemia.  Las oficinas de los gerentes tenían duchas privadas; una gerente rara vez estaba disponible "por estar en la ducha" y otra la usaba como salón fumador.  La casa matriz capitalina ostentaba su propio gimnasio privado.

### 2005-2009
Entre 2005 y 2009, Scot Beckenbaugh, quien ostentó en la época los dos más altos cargos del Servicio, tenía su asignación territorial de empleo en Iowa, pero el Servicio le pagaba hotel y comidas a tiempo completo en la capital. Posteriormente, le pagaron por años un apartamento amueblado en un lujoso edificio, y además dietas diarias para todas las comidas (desayuno, almuerzo y cena).  En total le reembolsaron como si hubiese estado de viaje en la capital por cuenta del Servicio por seis años.

### 2012-2013
El servicio de 220 empleados comisionó pinturas al óleo de sus líderes.  En 2013, se mandó a retocar el retrato de Scot Beckenbaugh, un gerente del Servicio quien fue Director temporal del Servicio durante un año, por $2,402.  Uno de los retratos incluye al perro del retratado. En ésa época, el Servicio tenía 3 relacionistas públicos, y pagaba $18,000/año por un servicio externo de relaciones públicas.